# Ragnar Krook
Ragnar Adrian Krook, född 9 juli 1899 i Närpes, död 1967, var en finländsk skolledare. Han var bror till Tor Krook.
Krook, som var son till folkskollärare Adrian Krook och Karolina Gustava Lassfolk, blev filosofie kandidat och filosofie magister 1922. Han var lärare i svenska och historia vid Lovisa gymnasium 1922–1926, blev äldre lektor i historia och samhällslära vid Vasa svenska lyceum 1926 och var läroverkets rektor 1936–1966. Han var timlärare vid mellanskolan i Lovisa 1922–1926 och timlärare vid Vasa svenska samskola 1927–1936. 
Krook var ledamot av Svenska Finlands folkting 1941–1946, medlem av Svenska folkpartiets förstärkta centralstyrelse 1947–1965 och elektor vid presidentvalen 1950 och 1956. Han var ordförande i direktionen för Vasa stads svenskspråkiga folkskola från 1938, för Vasa sparbanks principal från 1963 och för Svensk-österbottniska samfundet från 1963. Han var medlem av stadsfullmäktige i Vasa från 1938 och av stadsstyrelsen 1946–1955. Han utgav Vasa svenska lyceum 1874–1949 (1949). Han tilldelades skolråds titel 1966.